# Uhlstädt-Kirchhasel
Uhlstädt-Kirchhasel è un comune di 5 595 abitanti della Turingia, in Germania.
Appartiene al circondario di Saalfeld-Rudolstadt.

## Geografia antropica

### Frazioni
Il comune comprende le seguenti località:
| Frazione      | Abitanti (31-12-2010) |
| ------------- | --------------------- |
| Beutelsdorf   | 155                   |
| Catharinau    | 361                   |
| Clöswitz      | 37                    |
| Dorndorf      | 118                   |
| Engerda       | 322                   |
| Etzelbach     | 412                   |
| Großkochberg  | 547                   |
| Heilingen     | 223                   |
| Kirchhasel    | 587                   |
| Kleinkochberg | 55                    |
| Kleinkrossen  | 48                    |
| Kolkwitz      | 182                   |
| Kuhfraß       | 129                   |
| Mötzelbach    | 87                    |
| Naundorf      | 55                    |
| Neusitz       | 107                   |

| Frazione      | Abitanti (31-12-2010) |
| ------------- | --------------------- |
| Niederkrossen | 261                   |
| Oberkrossen   | 139                   |
| Oberhasel     | 94                    |
| Partschefeld  | 114                   |
| Röbschütz     | 97                    |
| Rödelwitz     | 84                    |
| Rückersdorf   | 147                   |
| Schloßkulm    | 63                    |
| Schmieden     | 52                    |
| Teichweiden   | 182                   |
| Uhlstädt      | 884                   |
| Unterhasel    | 7                     |
| Weißbach      | 108                   |
| Weißen        | 272                   |
| Weitersdorf   | 11                    |
| Zeutsch       | 326                   |